# Lear Jet Observatory

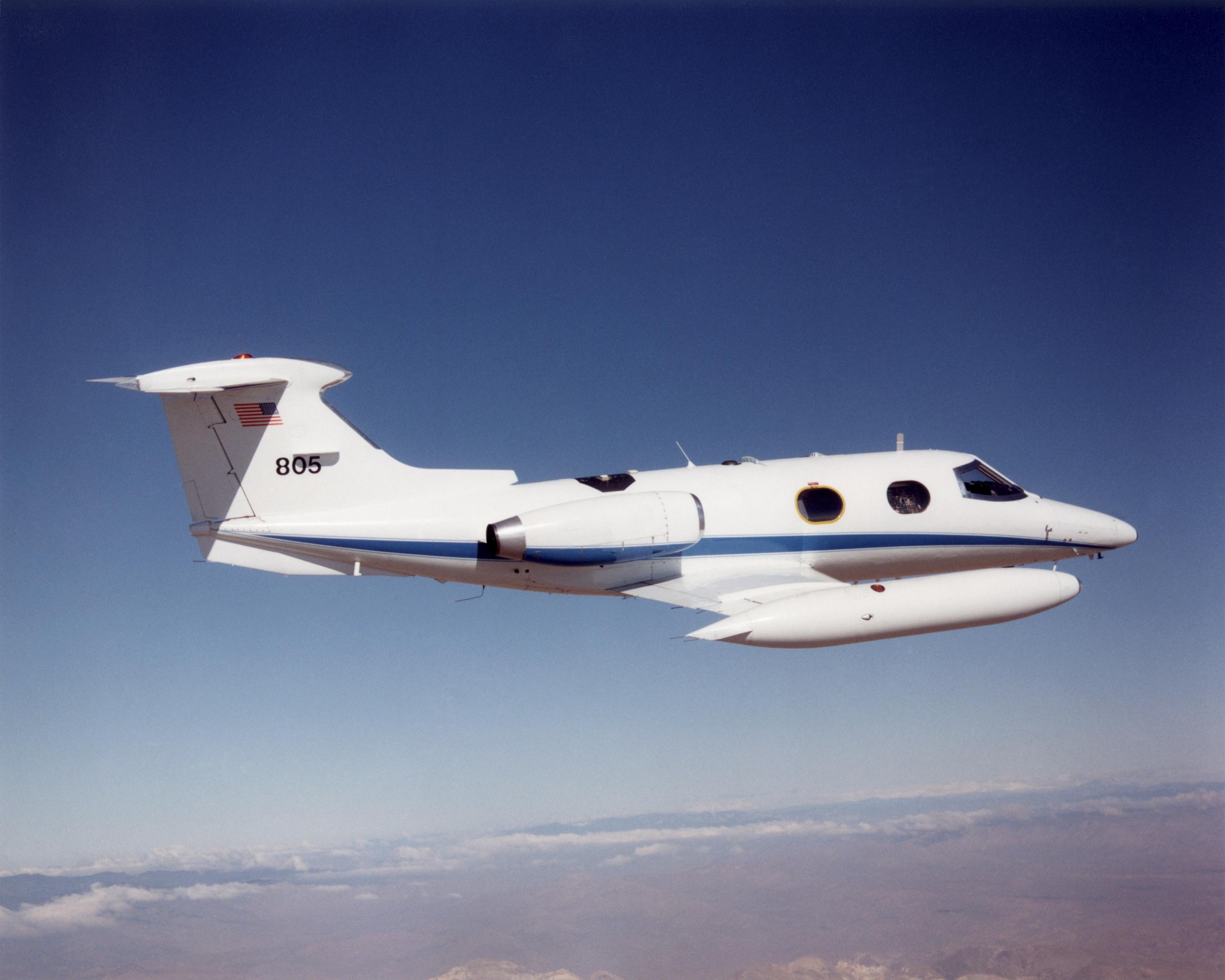
Learjet 24 der NASA, Lear Jet Observatory (Oktober 1998)

Das Lear Jet Observatory (LJO) war eines der ersten flugzeuggestützen Observatorien der Infrarotastronomie.
In den späten 1960er Jahren wurde in einem umgebauten Learjet 24 für etwa einstündige Beobachtungsflüge in bis zu 13,7 km Höhe ein Teleskop mit 30-cm-Hauptspiegeldurchmesser betrieben. Damit liegt ein großer Teil der Infrarotstrahlung absorbierenden Erdatmosphäre unter dem Beobachter. Die Beobachtungsbedingungen waren sehr einfach – zum Beispiel war das Teleskop an der Stelle eines herausgenommenen Kabinenfensters montiert. Damals wurde das LJO im Zuge des Airborne Observatory Program der NASA vom Ames Research Center betrieben.
Das Lear Jet Observatory war ein Wegbereiter für spätere Flugzeugteleskope wie KAO (1971–1995) und SOFIA (2010–2022).
1998 erhielt das LJO zwei neue, digitale IR-Kameras, die aus zwei Öffnungen (mit 15 cm (6″) und 25 cm (10″) Durchmesser) im Dach des Rumpfs in Richtung Zenit blicken und über gekoppelte Kugelköpfe koaxial geschwenkt werden können. Das Kamerasystem ist eine Entwicklung der NASA (Ames Research Center) und wird oder wurde betrieben vom Dryden Flight Research Center (NASA), Edwards, California. Alternativ konnte statt einer Kamera ein Spektrometer eingesetzt werden. Der Datenspeicher war 27 GB groß.
Mit dem Lear Jet Observatory wurde entdeckt, dass die Planeten Jupiter und Saturn mehr Energie abstrahlen als sie von der Sonne absorbieren. Weiters wurden Sternentstehunggebiete und Galaxien untersucht.